# Шуліка-широкорот
Шуліка-широкорот (Macheiramphus alcinus) — хижий птах, що зустрічається в Африці на південь від Сахари та Південній Азії до Нової Гвінеї. Раціон складається переважно з кажанів. Їй потрібен відкритий простір для полювання, але вона буде жити де завгодно, від густих тропічних лісів до напівзасушливих лісів. Це стрункий хижий птах середнього розміру, зазвичай близько 45 см завдовжки. У нього довгі крила та силует сокола під час польоту. Дорослі особини темно-коричневі або чорні, з білою плямою на горлі та грудях і мають білу смугу над і під кожним оком. Молоді особини мають коричневі плями і більш біле оперення, ніж дорослі.